# 本真寺

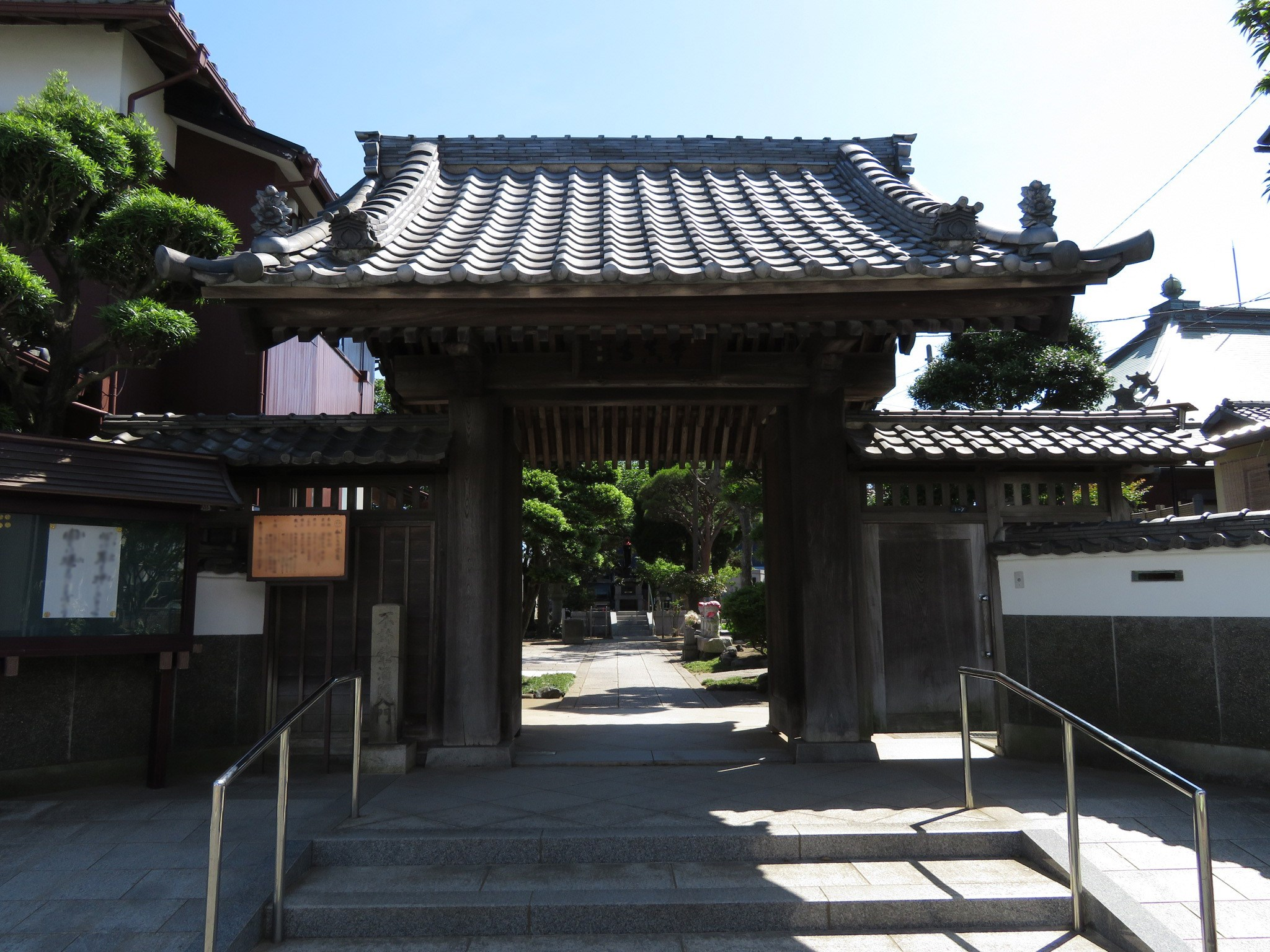
本真寺 山門

本真寺（ほんしんじ）は、神奈川県藤沢市にある浄土宗の寺院。山号は夢想山。本尊は阿弥陀如来。

## 歴史
1903年（明治36年）に颯田本眞により慈教庵として細川家別邸内に創建。
1923年（大正12年）9月1日の関東大震災で慈教庵は倒壊した。その後、現在地に移転し本真寺と号した。

## 本尊
- 阿弥陀如来 - 像高90.0センチメートル、総高225.5センチメートル、寄木造、玉眼、金色相。1903年（明治36年）作[2]。

## 墓所
- 阿部昭 - 小説家

## 交通
- 小田急電鉄江ノ島線「本鵠沼駅」より徒歩で約10分。